# Мики Мећава
Милан Обрадовић (Прокупље, 3. јун 1962), познатији као Мики Мећава, јесте српски фолк певач. Најпознатији је по песми „Водићу те до месеца”. Учествовао је у ријалити програму Фарма.

## Дискографија

### Са групом Мећава
- Мећава (1994, Зам)[2]
- Да ми је (1996, ПГП РТС)

### Као соло извођач
- Нена (1999, Зам, Зам плус)
- Јастук за троје (2009, Гранд продакшн)[3]